# Olesia Arsłanowa
Olesia Arsłanowa (ur. 13 grudnia 1981) – kazachska siatkarka, grająca jako środkowa.

## Sukcesy klubowe
Klubowe mistrzostwa Azji:
- 2009/10
- 2010/11

Puchar Kazachstanu:
- 2006/07, 2007/08, 2008/09, 2009/10, 2010/11
- 2003/04

Puchar Rosji:
- 2000/01
- 1998/99
- 1999/00

## Sukcesy reprezentacyjne
Igrzyska Azjatyckie:
- 2010